# Samuel Snider
Samuel Prather Snider (* 9. Oktober 1845 in Mount Gilead, Ohio; † 24. September 1928 in Minneapolis, Minnesota) war ein US-amerikanischer Politiker. Zwischen 1889 und 1891 vertrat er den Bundesstaat Minnesota im US-Repräsentantenhaus.

## Werdegang
Samuel Snider besuchte die öffentlichen Schulen seiner Heimat einschließlich der High School in Mount Gilead. Danach studierte er am Oberlin College. Während des Bürgerkrieges war er Soldat einer Infanterieeinheit aus Ohio in der Armee der Union. Nach dem Krieg stieg er im Staat New York in den Handel ein. Im Jahr 1876 zog er nach Minneapolis. Dort war er an den Planungen und am Bau der Midland-Railway-Eisenbahnlinie im südlichen Teil von Minnesota beteiligt. Außerdem war er in der Landwirtschaft und im Eisenbergbau tätig.
Politisch war Snider Mitglied der Republikanischen Partei. Zwischen 1884 und 1888 saß er als Abgeordneter im Repräsentantenhaus von Minnesota. Bei den Kongresswahlen des Jahres 1888 wurde er im vierten Wahlbezirk von Minnesota in das US-Repräsentantenhaus in Washington, D.C. gewählt, wo er am 4. März 1889 die Nachfolge von Edmund Rice von der Demokratischen Partei antrat. Da er bei den Wahlen des Jahres 1890 nicht bestätigt wurde, konnte Snider bis zum 3. März 1891 nur eine Legislaturperiode im Kongress absolvieren.
Im Jahr 1892 war Snider Delegierter zur Republican National Convention in Minneapolis, auf der Präsident Benjamin Harrison für eine zweite Amtszeit nominiert wurde. Danach zog er sich in den Ruhestand zurück, den er in Minneapolis verbrachte. Dort wurde er nach seinem Tod am 24. September 1928 auch beigesetzt.